# Božena Šimková
Božena Šimková (3. února 1935 Studenec – 4. srpna 2018 Praha) byla česká scenáristka a spisovatelka.

## Život
Dětství prožila v podkrkonošské vsi Levínská Olešnice. Otec se živil tesařinou, později převzal zanedbané hospodářství a matka, vášnivá čtenářka a ochotnice, šila pro místní továrnu. Právě ona probudila v dceři zájem o literaturu a divadlo. Božena pomáhala rodičům doma i na poli, přičemž také pěšky chodila do dívčí měšťanské školy v Nové Pace. V Nové Pace pokračovala ve studiích i na gymnáziu. Promovala roku 1958 v Praze na Karlově univerzitě. Už během studií začala překládat z ruštiny a psala recenze na knihy vydané nakladatelstvím Naše vojsko. Působila jako redaktorka, scenáristka a pět sezón vedla dramaturgii v Divadle Jiřího Wolkera. Spolupracovala s Českou televizí a Českým rozhlasem.
Koncem šedesátých let už byla zavedenou autorkou. Rok 1968 by pro ni ale zlomovým. Na shromáždění vydavatelství Naše vojsko totiž vystoupila proti podplukovníkovi, který nazval umělce bandou intelektuálů převlékajících kabáty. Z nakladatelství odešla sama a ocitla se na černé listině. Přes dvacet let pak nemohla veřejně vystoupit se svými díly. Měla možnost emigrovat, ale zůstala ve své rodné zemi. Odůvodňuje to slovy: „Nesnesla bych pocit, že už nikdy neuvidím ‚naše hora‘, milované Krkonoše. A tak jsem se podílela na budování stanice zastávky metra Náměstí Míru, později jsem pracovala jako ostraha v Mezinárodní automobilové dopravě.“ I v této době se však věnovala tvůrčí činnosti, její práce ale byly zaštítěny jmény jejích přátel. Na literární a filmovou scénu se vrátila až po roce 1989.

## Dílo
Na kontě Boženy Šimkové je více než padesát divadelních, rozhlasových a televizních her, z nichž největší část tvoří pohádky.

### Krkonošská pohádka
Šimková pro Československou televizi napsala scénáře k sedmi dílům večerníčku Krkonošská pohádka, které byly odvysílány už v roce 1974. Tedy tři roky poté, co se poprvé objevil pán z Trautenberka u Marie Kubátové. Pro nečekaný ohlas diváků bylo nakonec do roku 1984 napsáno a natočeno dvacet dílů večerníčku, pod vedením režisérky Věry Jordánové.
V devadesátých letech vyšly tyto pohádky i knižně v nakladatelství King Liberec. Doprovází je fotografie z filmového zpracování. Druhého vydání se kniha dočkala v roce 2011 v nakladatelství Motto, opět s fotografiemi z večerníčků.
Mimo to vyšla i knížka Anče a Kuba mají Kubíčka, která svými příběhy navazuje na Krkonošskou pohádku a představuje tak její pokračování. Prvně byla vydaná roku 1993, druhého vydání se dočkala v roce 2005.
Scénáře:
- Krkonošská pohádka (1973–1984) díly:

1. Jak Trautenberk lovil v Krakonošově revíru
2. Jak Trautenberk chtěl peříčko z Krakonošovy sojky
3. Jak Trautenberk topil Krakonošovým dřevem
4. Jak Kuba utekl ke Krakonošovi
5. Jak Trautenberk vystrojil hostinu pro štěpanického barona
6. Jak šel Kuba ke Krakonošovi pro poklad
7. Jak chtěl Trautenberk Krakonošovo koření (1973)
8. Jak Trautenberk kradl zvířátkům zásoby na zimu
9. Jak Trautenberk vyměnil Krakonošovi fajfku
10. Jak chtěl Trautenberk nový kožich
11. Jak šel Trautenberk do hor pro poklad
12. Jak Trautenberk sušil Krakonošovi louku
13. Jak chtěl Trautenberk poslat Kubu na vojnu (1984)
14. Jak si Trautenberk pochutnal na čerstvých pstruzích
15. Jak Trautenberk pořádal vepřové hody
16. Jak Trautenberk chytal ptáčky zpěváčky
17. Jak Trautenberk otrávil strakatou kozu
18. Jak Trautenberk odvedl horské prameny
19. Jak se chtěl Trautenberk pomstít Krakonošovi
20. Jak Trautenberk prodával vodu (1977)

Knižní vydání:
- Krkonošská pohádka (1992)
- Anče a Kuba mají Kubíčka (1993)

## Další tvorba

### Scénáře
- Sedmero krkavců (1967) – pohádka, v hlavních rolích Luděk Munzar a Milena Dvorská
- Zlatá panna (1980) – pohádka
- O vodě, lásce a štěstí (1981) – pohádka
- O zakletém hadovi (1981) – pohádka
- Sen o krásné panně (1994) – pohádka
- Jak přišli kováři k měchu (1997) – pohádka
- Oštrozok (2002) – večerníček, scénář vznikl na motivy knížky Jindřišky Ptáčkové[3]

### Divadelní hry (pro Divadelní agenturu Praha)
- Krakonošův klobouk – pohádka
- Princezna a loupežníci – pohádka
- Kovářská pohádka – pohádka
- Jak si princezna vzala draka – pohádka
- Jak se krotí princezna – pohádka (DAP – Divadelní agentura Praha, [online], cit. 12.3.2012)
- Vila s věcným břemenem – detektivní komedie, premiéra v listopadu 2007 v pražském divadle U Hasičů[4]

### Próza (vydávaná po r. 1989)
- Ježeček a kamarádi (1993) – dětská literatura
- Pohádky bratří měsíců (1999) – dětská literatura
- Barevný rok (2001) – dětská literatura
- Pohádky z obrazovky (2006) – dětská literatura
- Chytrému napověz: pohádky o tajemství řemesel (2010) – dětská literatura, námět vznikl už v době, kdy Šimková spolupracovala se Štěpánkou Haničincovou a psala texty pro její písničky.[1]
- O mrtvých jen dobře (1992) – kriminální román, zfilmován (1985), na své vydání musel čekat pětadvacet let[5]
- Svatba bez příbuzenstva (2003) – detektivka, v r. 2004 získala Cenu Jiřího Marka za nejlepší detektivní román roku, udělovanou Asociací autorů detektivní a dobrodružné literatury[1]

### Práce pro rozhlas
- O prstenu a mušli (2012) – rozhlasová pohádka, Český rozhlas